# فهد الدوسري (لاعب كرة قدم مواليد 1993)
فهد عبد الله الدوسري مواليد 11 مايو 1993 في جدة ، السعودية، هو لاعب كرة قدم سعودي.
لعب سابقاً في نادي جدة ونادي نجران ونادي بيشة .

## روابط خارجية
- فهد عبد الله الدوسري على موقع Soccerway.com (الإنجليزية)